# Riecz
Riecz (ros. Речь) – kolaboracyjna gazeta na okupowanych terenach ZSRR podczas II wojny światowej
Po zajęciu przez wojska niemieckie miasta Orzeł 3 października 1941 roku, zaczęła po pewnym czasie wychodzić gazeta „Orłowskije izwiestija”, która w połowie grudnia tego roku zmieniła nazwę na „Riecz”. Była ona wydawana przez Panzer-Propagandakompanie 693. Funkcję redaktora naczelnego gazety pełnił Michaił Iljin ps. „Oktan”. Była ona wydawana trzy razy w tygodniu. Rozprowadzano ją na terenie obwodu orłowskiego. Kosztowała 10 kopiejek. W nagłówku gazety widniał napis: Gazieta dla nasielenija oswobożdiennych miestnostiej (Gazeta dla ludności miejscowości wyzwolonych). Na pierwszej stronie publikowano oficjalne informacje naczelnego dowództwa niemieckich sił zbrojnych, szczególnie dotyczące frontu wschodniego i miejscowych władz okupacyjnych. Na drugiej i trzeciej stronie znajdowały się różnego rodzaju artykuły i felietony dotyczące życia codziennego na okupowanych terenach Orłowszczyzny. Miały one antysowiecki i proniemiecki charakter. Silnie akcentowano też hasła antysemickie. Artykuły wychwalające Niemców i samego Führera Adolfa Hitlera zamieszczał często M. Iljin. Ostatnia strona gazety poświęcona była sprawom kulturalnym. Przedstawiano tam repertuary kin i teatrów w Orle, programy audycji radiowych, recenzje filmów i przedstawień teatralnych itp. Przed wyzwoleniem miasta przez Armię Czerwoną 5 sierpnia 1943 roku, redakcja gazety wraz z Panzer-Propagandakompanie 693 ewakuowała się do Ordżonikidzegradu w rejonie Briańska, gdzie pismo wkrótce przestało się ukazywać.